# トゥモロー最強説!!
『トゥモロー最強説!!』（トゥモローさいきょうせつ）は、超ときめき♡宣伝部の6枚目のシングル（インディーズを含めると通算9枚目）である。2020年8月26日にavex traxからリリースされた。
超ときめき♡宣伝部への改名及び菅田愛貴入部（加入）後初となるシングルである。

## 概要
2020年4月1日に新メンバー菅田愛貴が加入し「超ときめき♡宣伝部」に改名された新体制初のシングルとなる。前作『恋のシェイプアップ♡』からは約10ヶ月半ぶりのリリースとなる。
菅田愛貴が加入し超ときめき♡宣伝部へ改名された2020年4月1日に「トゥモロー最強説!!」のミュージックビデオ（MV）がavex公式YouTubeチャンネルにて公開された。
当初、2020年4月8日の発売を予定していたが、新型コロナウイルスの影響により予定していたリリースイベントの開催の見込みが立たなかったこともあり、発売日は再三の変更を迫られた。いったんは2020年6月3日の発売とアナウンスされたが、最終的には2020年8月26日にリリースされることとなった。
2020年8月26日、TYPE-A ときめき盤(CD+Blu-ray)、TYPE-B どきどき盤(CD+VR)、TYPE-C いちずいろ盤(CD)、TYPE-D なんばーわん盤(CD)の4形態でCDシングルが発売された。またCDの発売日と同じ2020年8月26日に各サイトにて配信が開始された。
TYPE-A ときめき盤に付属するBlu-rayには、「トゥモロー最強説!!」のMusic Video・Dance Video・Making Movieが収録されている。
発売日当日の8月26日にはグループ公式YouTubeチャンネルにて生配信「超ときめきバスから日本をジャッカルするぞ♡スペシャル」が行われた。
2020年9月7日付オリコン週間シングルランキングで7位にチャートインした。
2020年4月1日に「トゥモロー最強説!!」のMVが公開されてからちょうど丸5年となる2025年3月31日に100万回再生を突破した。

## 収録曲
（超ときめき♡宣伝部：辻野かなみ、杏ジュリア、坂井仁香、小泉遥香、菅田愛貴、吉川ひより）

### トゥモロー最強説!!
- 作詞・作曲・編曲：MUTEKI DEAD SNAKE
- タイトル曲。全形態に収録。
- ポジティブな歌詞が印象的なアッパーチューン[11]。
- 前シングル『恋のシェイプアップ♡』と同じくMUTEKI DEAD SNAKEによる楽曲。
- 2020年4月1日21時にavex公式YouTubeチャンネルにてミュージックビデオが公開された[3]。悪の組織にさらわれたとき宣の公式キャラクター・パブりんを救うためにメンバーが奮闘するストーリー。
- 振付：えんどぅ
- アルバム『ときめきがすべて』にも収録。
- 2021年4月11日から16日にかけて、2020年7月18日のZepp Haneda公演から各メンバーの推しカメラ（1shot ver.）映像が6日連続で公開された[12][13][14][15][16][17]。

### 恋のジャッカル
- 作詞・作曲・編曲：鶴﨑輝一
- ときめき盤、どきどき盤に収録。
- 2020年7月18日の配信ライブで初披露[18]。
- 2020年7月30日に先行配信リリース。
- 「誰よりも早く、愛しの君にアタック（タックル）して、心をジャッカルしたい」という恋する女の子の心情がラグビーに例えて描かれている。
- 振付：槙田紗子
- 間奏のハカをモチーフにした振り付けがある。

### いちず色のベンチ
- 作詞・作曲・編曲：ジンツチハシ
- いちずいろ盤に収録。
- 「初恋サイクリング」、「青春ハートシェイカー」と同じくジンツチハシによる楽曲。
- 振付：槙田紗子
- 2020年5月28日に先行配信リリース[19]。
- 「女の子の切ない恋心を歌った曲です。1番は好きな子と一緒に過ごすことができる女の子を描き、2番は好きな子と一緒にいることができない女の子を描いています。」（菅田）[20]
- 好きな人を一途に思う女の子の気持ちが描かれている。バイノーラルマイクで録音されたセリフパートでは、まるで耳元でささやかれているようなASMRを体感することができる。

### わたし、ナンバーワンガール!
- 作詞：yuiko、作曲・編曲：山上智矢
- なんばーわん盤に収録。
- 前作「一方通行、恋の罠」と同じくyuikoと山上智矢による楽曲。
- 2020年6月25日に先行配信リリース[21]。
- 「人生は闘いだ！ 誰よりも強く、誰よりもかわいくなりたい！」という思いで“ナンバーワン”を目指す女子に向けたアッパーチューン。
- 振付：槙田紗子

## 販売形態
- CDシングル『トゥモロー最強説』

| 発売日        | レーベル  | タイプ                | 規格                                    | 規格品番     | CD収録内容                                           |
| ------------- | --------- | --------------------- | --------------------------------------- | ------------ | ---------------------------------------------------- |
| 2020年8月26日 | avex trax | TYPE-A ときめき盤     | CD+Blu-ray+フォトブック、初回生産限定盤 | AVCD-94872/B | 1. トゥモロー最強説!! 2. 恋のジャッカル              |
| 2020年8月26日 | avex trax | TYPE-B どきどき盤     | CD＋VR、初回生産限定盤                  | AVCD-94873   | 1. トゥモロー最強説!! 2. 恋のジャッカル              |
| 2020年8月26日 | avex trax | TYPE-C いちずいろ盤   | CD                                      | AVCD-94874   | 1. トゥモロー最強説!! 2. いちず色のベンチ            |
| 2020年8月26日 | avex trax | TYPE-D なんばーわん盤 | CD                                      | AVCD-94875   | 1. トゥモロー最強説!! 2. わたし、ナンバーワンガール! |

- 配信シングル『トゥモロー最強説』

| 配信開始日    | レーベル  | 規格 | 規格品番          | 収録内容                                                                                   |
| ------------- | --------- | ---- | ----------------- | ------------------------------------------------------------------------------------------ |
| 2020年8月26日 | avex trax | 配信 | ANTCD-A0000002310 | 1. トゥモロー最強説!! 2. 恋のジャッカル 3. いちず色のベンチ 4. わたし、ナンバーワンガール! |

## コラボキャンペーン
- 強力箱推し応援店 TOWERminiダイバーシティ東京プラザ店POP UP SHOP[22]

対象商品購入者に対してオリジナルコラボポストカードと全員の直筆サイン入りコメントをプリントした特別レシートをプレゼント、パネル展および展示されたパネルのプレゼント企画、オフィシャルグッズ販売が行われた。